# Homalotylus longipedicellus
Homalotylus longipedicellus är en stekelart som först beskrevs av Shafee och Fatma 1985.  Homalotylus longipedicellus ingår i släktet Homalotylus och familjen sköldlussteklar. Inga underarter finns listade i Catalogue of Life.